# Rhys Webb
Rhys Webb (Bridgend, 9 dicembre 1988) è un rugbista a 15 britannico, internazionale per il Galles, che gioca come mediano di mischia negli Ospreys.

## Biografia
Webb iniziò a giocare a livello professionistico nel 2007 con gli Ospreys; usato inizialmente come sostituto di Michael Phillips e del rincalzo neozelandese Jamie Nutbrown, trovò posto in pianta stabile nella franchise gallese giocando 16 partite durante la Celtic League 2010-11.
Già membro della nazionale sevens che vinse la Coppa del Mondo di rugby a 7 2009 di Dubai, Webb conobbe il suo debutto internazionale con il Galles il 10 marzo 2012 durante la partita interna contro l'Italia valevole per il Sei Nazioni di quell'anno.
Subentrato dalla panchina per sostituire Michael Phillips, quella fu anche la sua unica presenza nell'edizione del torneo che vide il Galles conquistare il Grande Slam.
Nominato miglior giocatore del Pro12 2014-15, un infortunio al piede subìto durante un test match contro l'Italia in preparazione alla Coppa del Mondo di rugby 2015 gli precluse la partecipazione alla manifestazione.
Nel 2017 fu convocato nei British Lions per il loro tour in Nuova Zelanda, nel corso del quale Webb ebbe occasione di scendere in campo in due dei tre test match in programma contro gli All Blacks realizzando anche una meta.

## Palmarès
- Pro12: 2
Ospreys: 2009-10, 2011-12
- Coppe Anglo-Gallesi: 1
Ospreys: 2007-08